# NegroKlaro
NegroKlaro es el título del segundo álbum de estudio en solitario grabado por el cantante mexicano Kalimba, Fue lanzado al mercado bajo el sello discográfico Sony BMG Norte el 15 de mayo de 2007. Este material discográfico fue producido por Loris Ceroni. En México recibe un disco de oro por la venta de más de 50.000 unidades.

## El disco

### Su preparación
Para llegar a NegroKlaro, Kalimba se dedicó a descansar y componer. También jugó al golf aunque no mejoró su técnica, porque según dice "estaba concentrado en tararear cada canción nueva. Y quería concretar cada paso de la gestación de sus canciones".
También tomó clases de canto para mejorar su desarrollo vocal. "Gracias a la maestra Gladys Bermejo ahora me siento todavía más confiado en mis posibilidades. Sentía que los demás maestros, con los que colaboré antes me veían la cara. Ella me hizo ver cambios impresionantes, sentirlos. Me hizo escucharme con mi voz "más negra", que es la más fuerte y profunda, no la aguda. Tengo coros menos cantados en el disco porque le puse más sentimiento e improvisación al acompañamiento. Me metí mucho con las melodías pegajosas porque gozaba el momento de la interpretación, del canto", sostiene.
Escuchó mucha música. Porque asegura que así se mantiene activo el sentido del oído. De sus básicos como Michael Jackson y Brian McKnight hasta las nuevas propuestas de Kanye West y The Killers, incluyendo Eagles, Aerosmith, AC/DC y América. Y ya cataloga entre sus cantantes imprescindibles al canadiense Michael Bublé. "Me fascinó Bublé. Su manera de interpretar es tan llegadora, tan profesional, tan sentimental que engancha sin que uno lo note. Veo sus DVD y admiro cada vez más su manera de cautivar al público, de divertirlo, de entretenerlo, no sólo de cantarle. Me parece un rey del "entertainment". Combina la seriedad con el carisma, el buen gusto del vestir con su estilo único", expresa Kalimba. Además en sus días de grabación cuando estaba en Italia,  ponía el DVD en vivo de Michael Bublé, Caught in the act, antes de meterse al estudio, porque se conectaba con la inspiración a través de sus canciones en directo.

### Explicación del nombre
Kalimba declara: "Técnicamente la ausencia de color representa el vacío, pero depende del punto de vista. El negro es elegancia, formalidad, tranquilidad. El negro no es malo ni negativo, depende de la percepción de cada quien. Soy un 'Negro' sin medias tintas, que expresa mejor un negro que es claro, que no es del todo negro, porque así soy yo físicamente, soy de raza negra, soy mulato, pero no soy negro, negro".
"Puede referirse al negro que soy, que está orgulloso de sus raíces, al negro transparente que trato de ser cada vez que hablo. Digo las cosas como son y como las pienso. Soy un negro muy abierto, y ahora me abro de cuerpo y alma, hasta donde yo quiero, en el disco. Y también puede hablar del negro blanco que soy dentro de la raza negra, porque no soy negro al cien por ciento", insiste, para dejar claro el concepto del álbum.

### La producción
Kalimba decidió cambiar a Áureo Baqueiro y Mario Domm productores de su disco anterior, Aerosoul, y trabajó con el italiano Loris Ceroni. "Quedé muy satisfecho con Áureo y con Mario, sólo que ahora pensé mucho más en el trabajo de las canciones primero y luego en el ritmo. En el disco pasado se notaba perfectamente el sello de Mario y el de Áureo en baladas y midtempos respectivamente. Ahora me enfoqué en un trabajo con más unidad, más parejo y redondeado, en el que el que aportara más fuera yo, y con Loris lo logré totalmente".
Además, fue él quien le ayudó a mejorar el trabajo de composición, experimentación armónica y técnica de interpretación para NegroKlaro. "Llegué a tener tantas canciones (como ochenta), que necesitaba quedarme sólo con las 13 que compondrían el disco finalmente. De tanto trabajo llegó un momento que se me acabaron las palabras. Trabajar con un productor es muy enriquecedor porque te da el punto de vista ajeno. Las palabras del amor siempre son las mismas, lo que creo que cambia es la manera de estructurarlas, ahí está el sazón adecuado", comenta sobre el trabajo que hizo con Loris en su estudio de Bolonia (Italia).

### Las canciones
"El público me conoció en un lado más pop y de R&B en el disco pasado. Creo que la única canción que se parece mucho a lo que hice anteriormente es «Sólo Déjate Amar». Si esta canción fuera un color, seguramente sería azul claro, que me parece muy atractivo, visualmente agradable. Lo demás está muy alejado de lo que clásico en mí. Este disco es mucho más rock. Creo que obedece mucho a mi necesidad de buscar otros aspectos personales del canto", apunta Kalimba.
"«Te siento mía» sería verde claro, es una onda reggae con mucho piano, guitarra. Tiene un break con lechese, que es un sonido emblemático de la ciudad italiana de Lecce. Lo sugirió Loris Ceroni y quedamos complacidos". "«Gritar», podría ser un color intenso, como el amarillo" es la más roquera de la selección de trece composiciones, la letra es de desamor, con ritmos pegajosos, muy armoniosos y va desde The Mars Volta y Poison a Maroon 5.
"«Luna» es la canción con la que hay que tener sexo. Es la equivalente a la de Marvin Gaye, «Let's get it on». Es muy artística, bastante bien moldeada y se refiere a lo bello que es contemplar un cuerpo y disfrutarlo. A entender que temblamos de pasión y emoción cuando nos acercamos a quien nos hace desvariar. Es la sensualidad de los labios, la cadera, la piel, los ojos, es un placer", apunta Kalimba. Para «Luna» se imagina que la mejor definición va con el naranja de un atardecer.
La sorpresa más notable es la versión que Kalimba hace de «Norwegian Wood», de The Beatles, a la cual le incluye su estilo en rap, mezclado con ritmos más rápidos y acelerados.
En este álbum coescribe con su hermana M'Balia «Duele» y «Sin Darle Amor». En «Viernes» y «Luna» participa Oscar Schwebel y en «No Volverás a Mí» comparte la autoría con Jay de la Cueva.
Aquí se incluye el dueto con Jesús Navarro de Reik «No Puedo Dejarte de Amar» y el éxito «Duele» en cuyo vídeo aparece la actriz Camila Sodi por el que además recibe el primer premio por obtener 25.000 descargas en línea.

## Lista de canciones
1. «Inevitable» - 3:17
2. «No Volverás a Mí» - 3:28
3. «Te Siento Mía» - 3:25
4. «Sólo Déjate Amar» - 3:41
5. «Viernes» - 3:20
6. «Duele (Crazy)» - 3:48
7. «Norwegian Wood (This Bird Has Flown)» (Lennon-McCartney) - 4:13
8. «Volverá» - 3:53
9. «Gritar» - 3:13
10. «Luna» - 3:33
11. «Nunca Sabrás» - 3:49
12. «Sin Darle Amor» - 4:37
13. «No Puedo Dejarte de Amar» con Jesús Navarro - 5:17

## Créditos
- Coro: Kalimba
- Rap vocals: Rico
- Guitarra: Bruno Antonio Pierotti
- Guitarra acústica: Fernando Pantini, Joe Pisto
- Violín: Valentino Corvino
- Cuerda: Orchestra Sinfonica di Bologna
- Flauta: James Thomson
- Saxofón barítono: Marco Zanardi
- Trompeta: Marco Tamburini
- Piano Fender Rhodes: Pippo Guarnera
- Bajo: Francesco Chiari, Andrea Taravelli, Loris Ceroni
- Batería: Stefano Falcone
- Programación: Richy Rinaldi, Remi Causse
- Otros instrumentos: Andrea Guerrini, Giovanni Giombolini, Alessandro Fariselli, Federico Tassani
- Coro: Gigi Fazio, M.C. Rose, Ettore, Ettore Grenci
- Personal adicional: Jesús Navarro (voces).[3]

## Curiosidades
- Incluye en NegroKlaro algunos brochazos de sus estilos predilectos, como la bossa nova, la bachata, el R&B, el hip hop y el pop rock.[1]
- El nombre del álbum sería Negro, Claro!, pero por concepto lo cambió al que se conoce ahora.[1]